# Canal Winchester

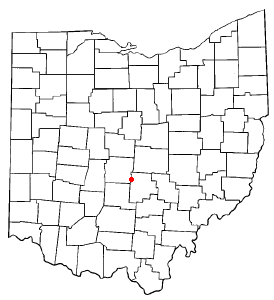
Canal Winchester na planie stanu Ohio

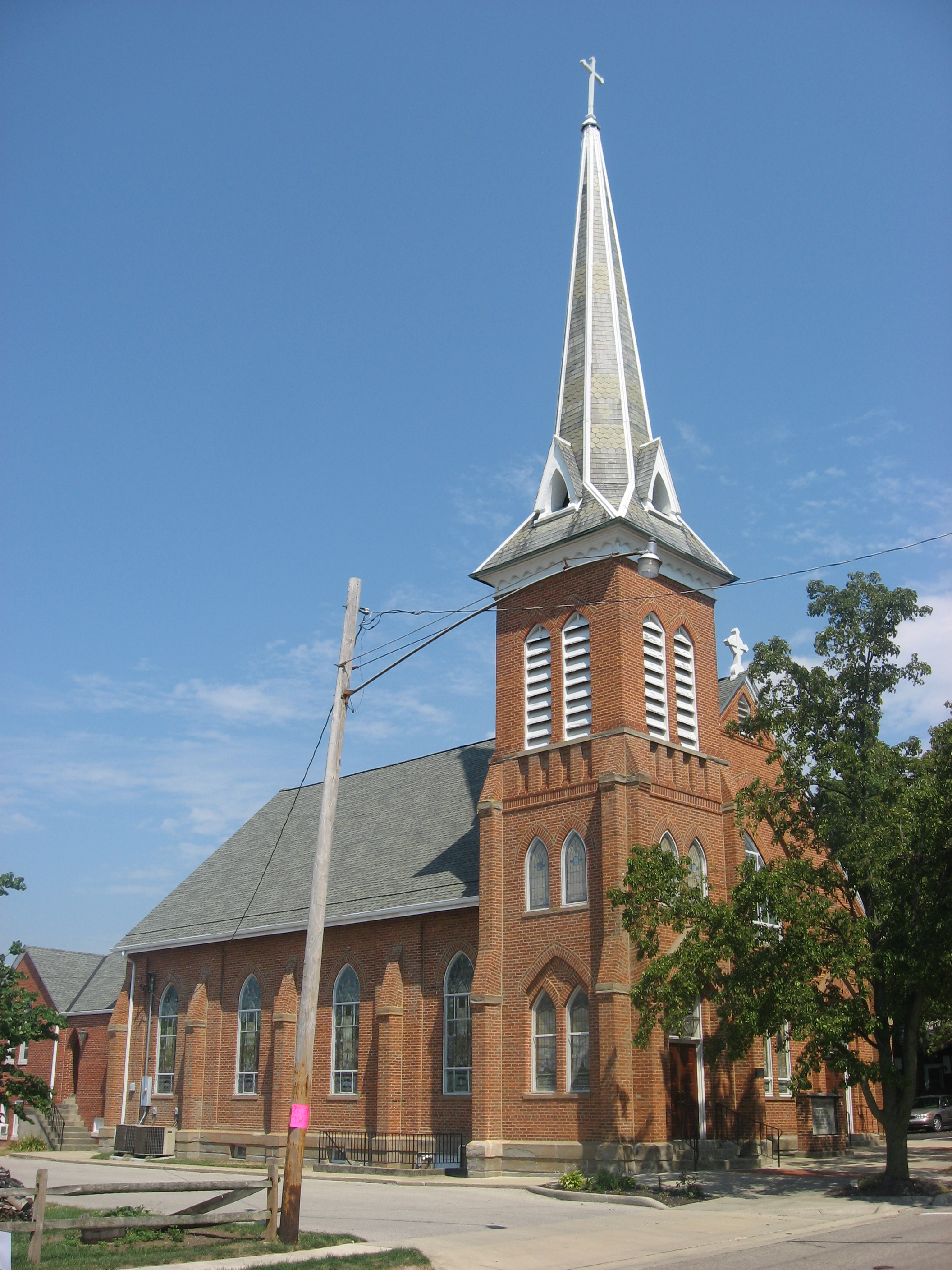
Canal Winchester - kościół

Canal Winchester – miasto w Stanach Zjednoczonych, w stanie Ohio, w hrabstwie Fairfield. Miejscowość założono w roku 1828, a oficjalna nazwa obowiązuje od roku 1841. Obecnie (2014) burmistrzem miejscowości jest Michael Ebert.
Liczba mieszkańców w 2010 roku wynosiła 7 101, a w roku 2012 wynosiła 7 393.